# Bernesga
Le Bernesga est un cours d'eau espagnol d'une longueur de 82 km qui coule dans la communauté autonome de Castille-et-León. Il est un affluent de l'Esla dans le bassin du Douro.